# Joaquín Do Reyes
Joaquín Do Reyes (* 26. Januar 1905 in Buenos Aires; † 8. Juni 1987 ebenda) war ein argentinischer Bandoneonist, Bandleader und Tangokomponist.

## Leben und Wirken
Do Reyes begann seine musikalische Laufbahn im Alter von 20 Jahren. Er spielte u. a. in den Orchestern von Francisco Lomuto, Juan D’Arienzo und Alberto Gambino, bevor er dreißigjährig sein erstes eigenes Orchester gründete, mit dem er im Cabaret Chantecler, in Nachtclubs und bei Radiosendern auftrat. 1950 engagierte ihn das neu gegründete Label TK neben Edmundo Rivero, Aníbal Troilo, Argentino Galván, Horacio Salgán und anderen für Aufnahmen. Musiker wie die Bandoneonisten Julio Ahumada, Eduardo Del Piano, Mario Demarco und Máximo Mori, die Geiger Elvino Vardaro und Roberto Guisado und die Pianisten César Zagnoli, Juan José Paz und Osvaldo Manzi spielten in seinem Orchester, mit dem er bis 1954 bei TK 24 Titel einspielte, im Radio auftrat und Tourneen u. a. nach Montevideo unternahm. Weitere sechs Aufnahmen entstanden zwischen 1960 und 1962 bei Victor.

## Kompositionen
- Yo no sé llorar (Text von Celedonio Flores)
- Decareando (instrumental, Julio De Caro gewidmet)
- Don Rosendo (instrumental, gewidmet Rosendo Mendizábal)
- Rastreando (instrumental)
- Cuatro pasos (Text von Reinaldo Yiso)
- No me digas que no corazón (Text von Reinaldo Yiso)